# Nextlalpan

Plaça principal de Nextlalpan.

Nextlalpan és un dels 125 municipis de l'estat de Mèxic, que limita al nord i a l'oest amb Jaltenco, al sud amb Tonanitla i a l'est amb Zumpango. El seu nom religiós és Santa Ana Nextlalpan. Nextlalpan, prové de la llengua nàhuatl, és un topònim aglutinat que es compon de tres paraules: Nextli = cendra, tlalli = terra, pan = lloc sobre, Nextlalpan= (Lloc sobre la terra de cendra).

## Política i govern

### Alcaldes
|  | - Rogelio Fernando Garnica Zaldivar (2012-2015) - Ángel Adriel Negrete Avonce (2016-) |